# Dendropicos elliotii
Dendropicos elliotii és una espècie d'ocell de la família dels pícids (Picidae) que habita la selva humida i altres formacions boscoses de l'est de Nigèria, nord i sud de Camerun, illes del golf de Guinea, Guinea Equatorial, el Gabon, República del Congo, sud-oest de la República Centreafricana, sud, nord-est i est de la República Democràtica del Congo, Ruanda, oest i est d'Uganda, nord-oest d'Angola.
En diverses llengües rep el nom de "picot d'Elliott" (Anglès: Elliot's Woodpecker. Francès: Pic d'Elliott).